# Pikillacta
Le complexe archéologique de Pikillacta (ou Piquillacta) est un site archéologique préhispanique constitué des vestiges d'une ville de l'ancien Pérou. 
Il est situé dans le district de Lucre, province de Quispicanchi, département de Cuzco, à environ 30 km au sud-est de la ville de Cuzco et à 3 250 m d'altitude, dans le bassin du río Lucre. Il couvre une superficie d'environ 50 ha.

## Histoire

### Étymologie
Pikillacta (également orthographié Piki Llacta, Piquillacta, Pikillacta, Pikillaqta) est un mot quechua composé de piki une espèce de puce (insecte) et de llaqta qui signifie "ville". En d'autres termes, c'est la « ville aux puces », mais puisque piki fait aussi métaphoriquement allusion à quelque chose de minuscule, cela pourrait aussi signifier « petite ville ».

### Découverte
C'est l'historien et anthropologue péruvien Luis Valcarcel (es) qui a découvert le site de Pikillacta en 1927. Des recherches approfondies n'ont alors pas été effectuées, Valcarcel s'étant simplement concentré sur la découverte de deux figurines de pierre verte, ses découvertes n'ayant été publiées que des années plus tard.  
Le premier à tracer un plan détaillé de Pikillacta fut Luis A. Pardo en 1937. 
En 1959, l'explorateur et architecte péruvien Emilio Harth-Terré (es) (1899 – 1983) fit une étude de surface du site, qu'il considérait comme d'origine inca. Il publia les plans au sol du site en 1959 mais ne fouilla pas. Pour lui, la fonction du lieu aurait été celle d'un immense grenier faisant partie de l'appareil administratif de l'empire inca.
L'archéologue et anthropologue américain John Rowe (1918 – 2004) a été le premier à souligner l'affiliation Huari du site, basée sur son architecture similaire à la ville Huari d'Ayacucho. 
Des études ultérieures, telles que celles de William Sanders et Gordon F. McEwan, ne laissent aucun doute à ce sujet, avec des preuves d'une occupation humaine dense du complexe pendant la période dite de « l'Horizon moyen ». 
Sanders a examiné les restes de surface de l'architecture lors des années 1960 et a divisé le site en proportions plus détaillées. Il a fouillé deux bâtiments et n'a trouvé que quelques artéfacts. La découverte de petites figurines en turquoise dans le style incomparable Tiahuanaco-Huari, ainsi que de céramiques de la même culture, a corroboré définitivement l'origine Huari de Pikillacta.
C'est Gordon McEwan qui a mené les recherches les plus importantes et approfondies en fouillant le site en 1978-79, 1981-82 et 1989-90. C'est à ce moment-là que l'on a finalement répondu à l'essentiel des questions sur le site. McEwan a divisé le site en 4 secteurs pour faciliter les recherches.
Mary Glowacki a étudié le site pour ses céramiques en 1996.

### Chronologie
La civilisation Huari (ou Wari) apparaît au VIe siècle dans la région d’Ayacucho située dans les Andes du sud du Pérou actuel. Sa capitale du même nom est localisée près de la cité moderne d'Ayacucho, capitale de la province de Huamanga dans la cordillère des Andes occidentales.
L’expansion de cette culture se fit d’abord en direction de la côte, puis vers le nord sur les terres de l’ancienne culture Moche, où se développera par la suite la civilisation Chimú. À son apogée, la civilisation Huari s’étend sur toute la côte et les hauts plateaux du centre du Pérou de Lambayeque et Cajamarca (au nord), à Moquegua et Cuzco (au Sud). Les Huaris furent, durant  plusieurs siècles, contemporains de la civilisation de Tiwanaku qui s’est développée sur le haut plateau bolivien, sur les rives du lac Titicaca, le sud du Pérou et la moitié nord du Chili actuels. Les archéologues relèvent de nombreux points communs entre les deux peuples notamment qu'ils furent tous deux de grands bâtisseurs.
Le classement de haut en bas correspond aux localisations des cultures, du nord au sud.

C'est dans le contexte de l'emprise maximum de la culture Huari que le site de Pikillacta a été occupé d'environ 550 à 1100 apr. J.-C. (du VIe au IXe siècle selon d'autres sources). C'était alors l'un des centres administratifs et religieux les plus importants de la culture Huari. Il représente l'urbanisme planifié Huari par excellence. Certains spécialistes soutiennent qu'il est resté en vigueur jusqu'à l'époque des Incas, bien qu'aucun vestige n'ait été trouvé pour corroborer cette présence.
Il semble toutefois que la construction du site n'était pas terminée lorsqu'il a été abandonné, après une occupation ininterrompue pendant environ 150 ans.

#### Premier abandon
Les causes de l'abandon du site - vers 1100 - sont encore mal connues, mais il semble acquis qu'il se serait produit en deux étapes. Un premier abandon s'est produit avant qu'une grande partie du site ne soit terminée. Les fouilles ont démontré que les murs intérieurs de certaines structures n'étaient pas encore enduits d'argile ou de gypse blanc. D'autres étaient en cours de construction avec des murs incomplets et des planchers inachevés. Tout un secteur était inachevé, avec des bâtiments encore pleins de terre, des murs ébauchés, des offrandes pas encore placées dans leurs niches. Les portes avaient été bloquées et scellées avec de l'argile afin d'empêcher que des visiteurs indésirables ne pénètrent dans certaines bâtisses. Très peu d'artéfacts ont été trouvés dans ce secteur qui n'avait donc vraisemblablement pas encore été habité.

#### L'incendie
La seconde étape d'abandon - dont on ignore aussi la raison - a eu lieu à la suite d'un incendie massif. Tandis que lors du premier départ[style à revoir], les Huari ont essayé de protéger le site comme s'ils avaient l'intention de revenir, dans cette seconde phase, il semble que les habitants ont voulu sciemment détruire le site en l'incendiant. Des poutres complètement carbonisées et des brûlures sous les planchers suggèrent que le feu a été mis délibérément au moins dans deux des quatre secteurs du site. 
Après ce second départ seuls les huaqueros (pilleurs de sites) sont venus sur le site et sont entrés dans certaines des sépultures sur place, car les incas ne semble pas s'être intéressés à Pikillacta et en tout cas ils n'y ont pas laissé de trace. 
Le site serait donc resté inhabité jusqu'à l'arrivée des archéologues et des touristes ... bien plus tard.

## Description

### Géographie
Le site de Pikillacta est situé dans des crêtes basses de la vallée orientale de Cuzco. La région est vallonnée sans rivières, mais de petits lacs sont situés près de la ville. La zone est herbeuse, rocheuse et sablonneuse là où les bâtiments ont été construits. En raison de l'altitude élevée (3 250 m), le climat est froid et sec. De mi-avril à octobre c'est la saison sèche et en novembre commence la saison des pluies avec un temps plus doux. La température moyenne la plus haute est environ de 15 °C et la température basse moyenne entre 0 et 5 °C. Les précipitations moyennes sont de 300 mm par mois pendant la saison des pluies et de 106 mm par mois pendant la saison sèche.

### Architecture
Les vestiges de Pikillacta donnent l'impression que la ville était très bien planifiée, selon le concept Huari classique, avec un plan géométrique très harmonieux. Les formes quadrangulaires des bâtiments, des courts et des places sont basiques. Les bâtiments sont en pierre sans sculpture et en argile jointoyés avec du mortier. Ils sont disposés en ensembles séparés par des rues droites et entourés de murs mesurant jusqu'à 12 m de haut, ce qui lui a donné l'apparence d'une forteresse. 
Au total, la cité contient 700 bâtiments, 200 champs et 508 entrepôts ou colcas.
Pour la plupart, les murs des maisons sont enduits de plâtre et certains sont même peints avec des motifs anthropomorphiques bien nets. De nombreux bâtiments avaient deux et même trois étages. Tout cela donne l'impression que la population était très développée à bien des égards. On estime que la ville abritait une population de 10 000 personnes.
Un secteur fortifié se distingue du côté nord-ouest, avec les 508 enclos circulaires presque identiques, chacun d'environ 4 m2 et avec un seul accès, censés avoir été des greniers (colcas), bien que McEwan estime qu'il s'agissait de logements pour des travailleurs temporaires - ouvriers bâtisseurs ou agricoles - ou de garnisons pour des soldats.

## Centre agricole, militaire et religieux

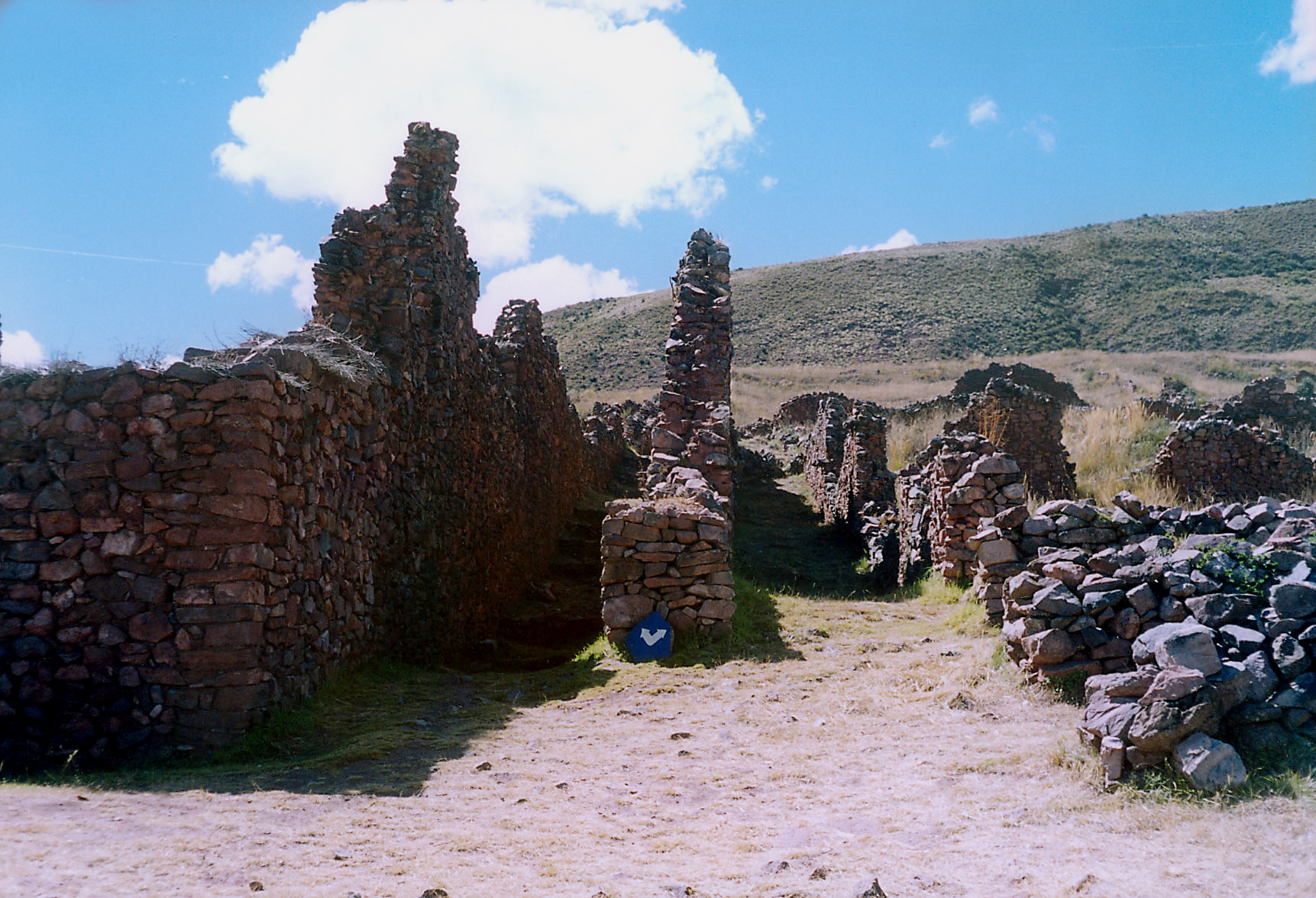
Une des rues de Pikillacta.

### Agriculture
Pikillacta a été érigé à un endroit très stratégique qui contrôle trois vallées: au sud la vallée moyenne supérieure de Vilcanota, au nord-est la vallée moyenne inférieure de Vilcanota et au nord-ouest la vallée de Quispicanchis. Ces deux derniers territoires produisaient du maïs.  
Le maïs était important pour les Huari et comme le montre des épis peints sur de la poterie, accompagnés de divinités et d'êtres surnaturels. 
Du maïs, ainsi que 20 haricots bien conservés ont été trouvés dans l'une des fouilles effectuées par McEwan. Le maïs était une culture importante et la principale source de nourriture et de boisson (bière de maïs). 
Malgré la rareté des artéfacts découverts sur le site, la fouille de dépôts de déchets a permis de retrouver deux meules à grain -  ce qui tendrait à prouver que les colcas servaient aussi au stockage de sacs de farine - et plus de 50 000 os. La plupart d'entre eux étaient des os de camélidés, de cochons d'Inde et d'autres petits rongeurs comme les chinchillas, ainsi que des pointes de projectiles utilisées pour tuer et préparer ces animaux. Bien que ces trouvailles n'aient été l'objet que de peu de recherches, McEwan estime qu'il s'agit vraisemblablement de la source de viande des habitants de Pikillacta pour accompagner le maïs.
Pikillacta contrôlait économiquement la zone grâce à l'agriculture. À Pikillacta, les produits agricoles auraient été stockés pour être redistribués, selon un modèle peut-être similaire à celui qui a ensuite été mis en œuvre dans l'empire inca.

### Irrigation

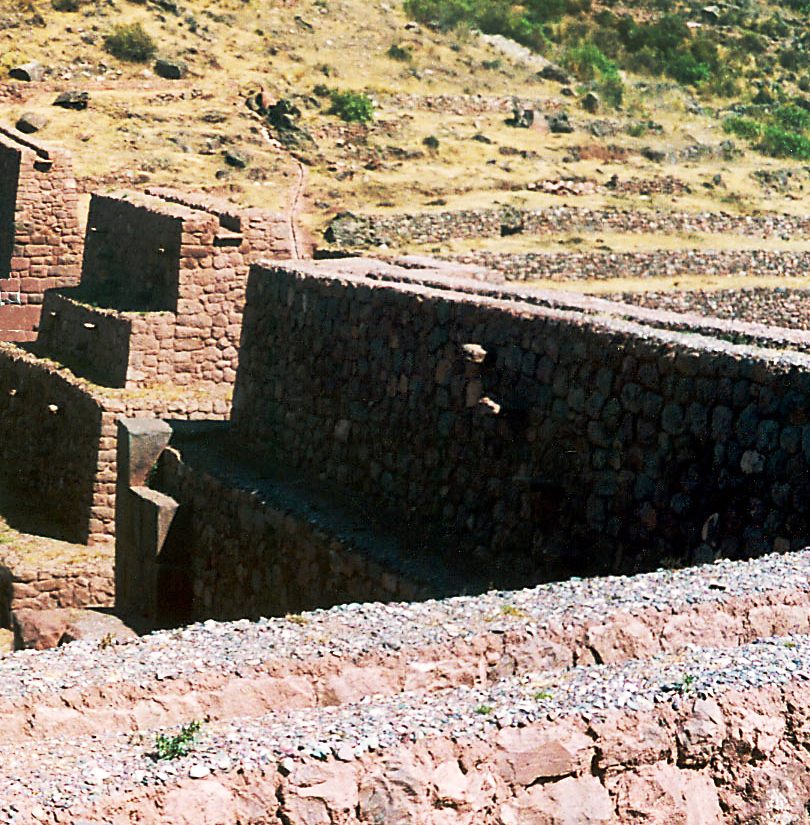
L'aqueduc de Rumicolca construit par les Huari.

Le bassin de Lucre pouvait produire cette culture grâce à un système d'irrigation très développé. Des canaux, des réservoirs, des aqueducs autour de Pikillacta reliaient les terrasses et les champs cultivés.  
En l'absence de source, l'eau était principalement apportée par les pluies vers des citernes, de décembre à janvier. Avant les récoltes, de mai à juin l'irrigation était utilisée au besoin. D'août à décembre, comme il n'y a pratiquement pas de pluie, c'est l'eau stockée qui était utilisée. 
Les canaux d'irrigation étaient construits en pierre et étaient reliés à la rivière Lucre et au ruisseau Chelke. Il y a plus de 48 km de canaux dans le système hydraulique autour de Pikillacta. Une branche qui fournissait de l'eau pour l'irrigation des terrasses était reliée à des aqueducs. Un canal alimentait les bâtiments les plus importants du centre de Pikillacta.
Vers le sud-est et à moins de 2 km du centre de Pikillacta se trouve le portail-aqueduc de Rumicolca, qui semble aussi être d'origine huari, mais qui plus tard, à l'époque inca, fut plaqué de pierres sculptées et polies.

### Caserne
Les Huari ont érigé à Pikillacta, un immense complexe couvrant 50 ha. Il abritait une importante garnison afin de surveiller les cinq entrées de la vallée de Cuzco accessibles depuis l'altiplano qui étaient fortement fortifiées.

### Centre cérémoniel
De nombreuses décisions et cérémonies tournaient autour de la parenté fictive et du culte des ancêtres, mais la principale divinité dans la religion Huari était Huiracocha. Huiracocha était le "dieu du bâton" qui contrôlait la vie et la mort, était le créateur de toutes choses, de l'univers, du soleil, de la lune et de la civilisation. Sur la poterie et dans l'art, il était représenté avec des tiges dans chaque main et des rayons sortant de sa tête, terminés par des pumas, des condors ou des épis de maïs.  
Le grand patio au centre du complexe était probablement le centre de rituels et de pratiques religieuses associés à des festins et une consommation abondante de chicha. Le maïs et la chicha - aliment et boisson sacrés - étaient très importants dans les rituels et apparaissaient donc souvent dans les cérémonies. Même si le patio central était le lieu des principales cérémonies, d'autres endroits de Pikillacta montrent une utilisation cérémonielle importante. 
Dix huit salles comportant des niches semblent avoir été d'importants édifices religieux. Ces salles ont été pillées, mais elles ont pu contenir des objets sacrés et des offrandes, comme dans d'autres cités des Huari. 

De petits bâtiments - plus de 500 - étaient également présents sur le site à des fins rituelles, peut-être pour protéger des momies.  De petits foyers y ont été trouvés où des offrandes au défunt auraient pu être faites car les Huari pensaient qu'il était important de rester régulièrement en contact avec les momies afin qu'elles puissent veiller sur les vivants.

Pikillacta - Détails
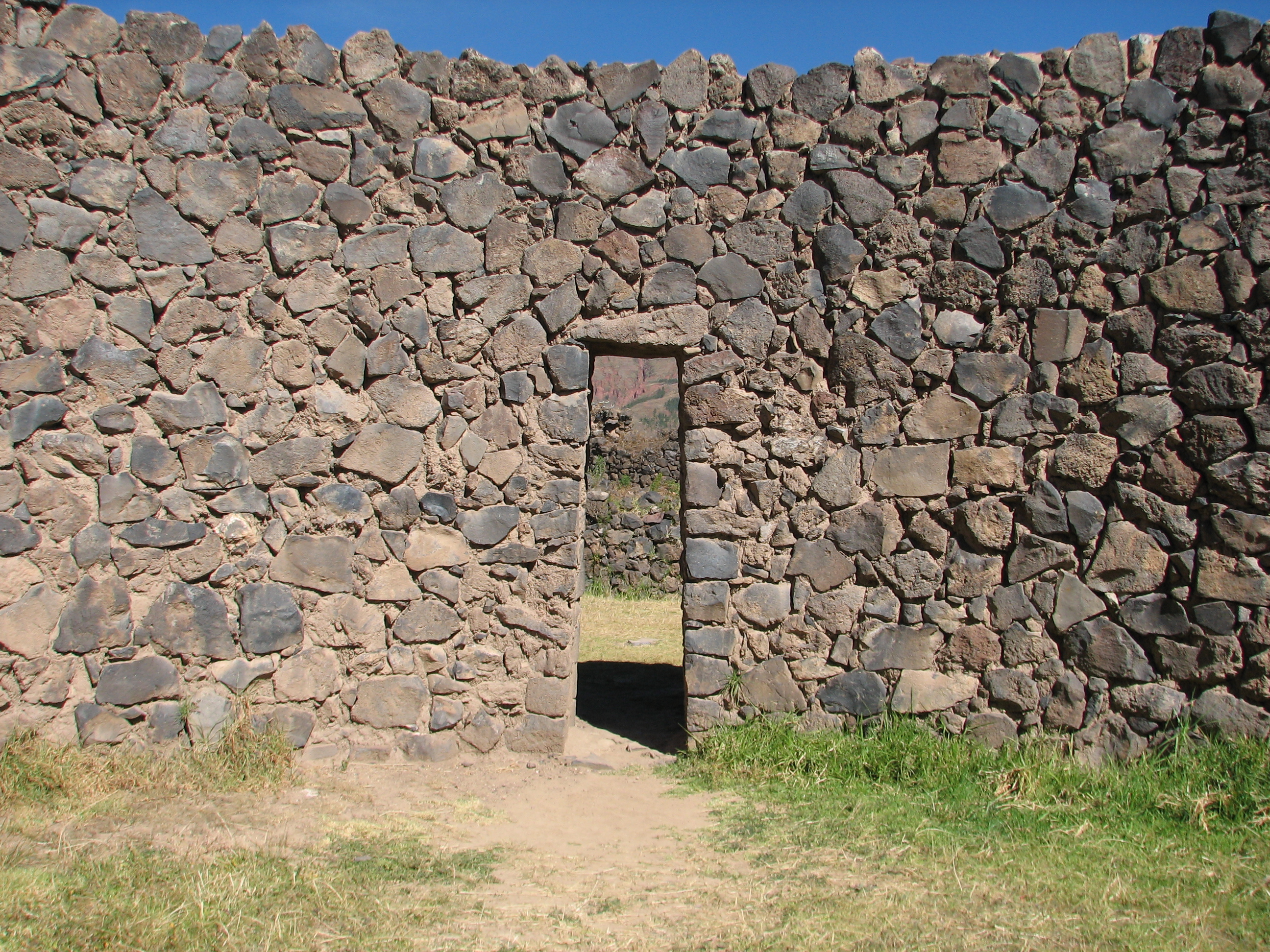
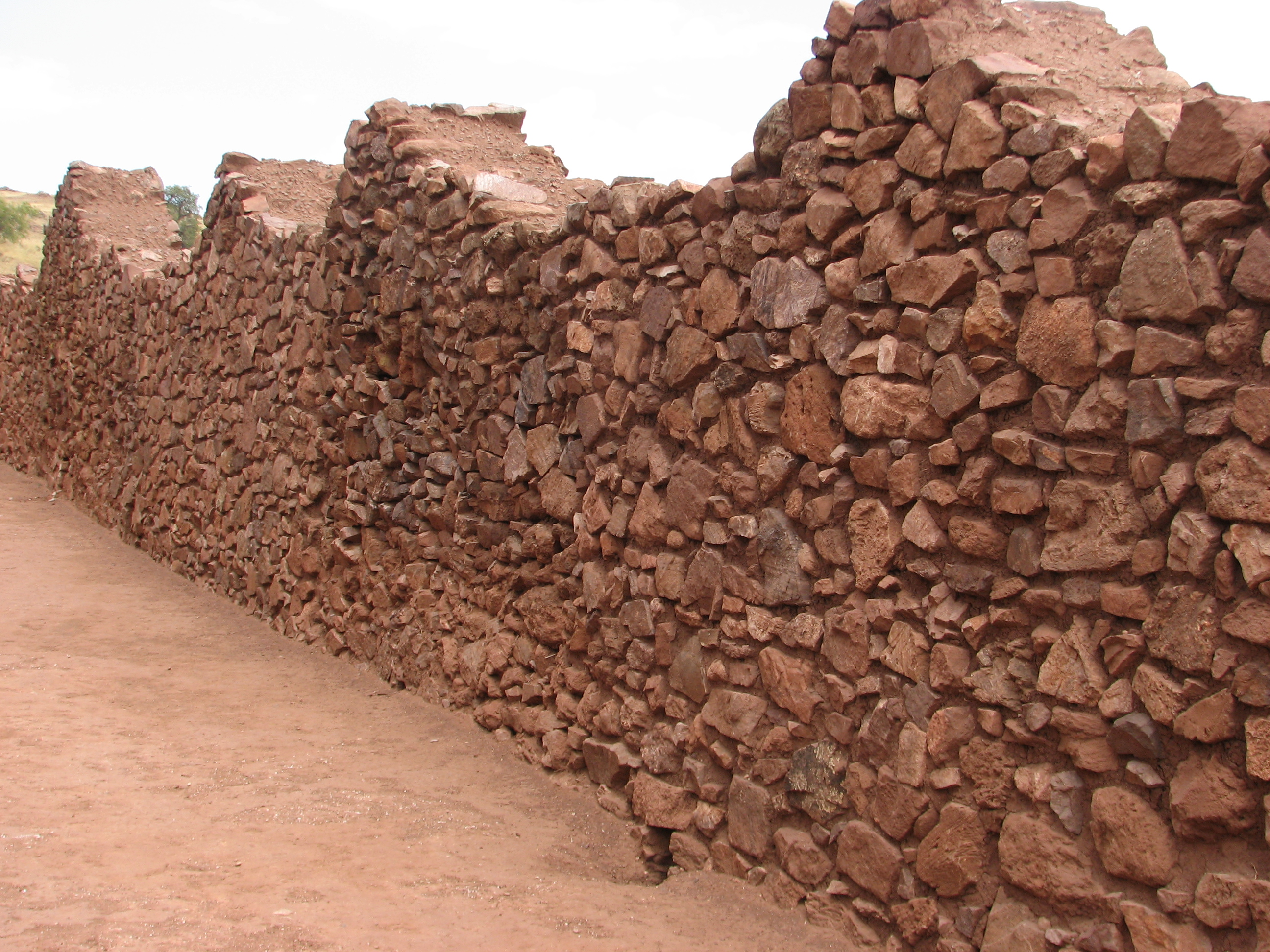
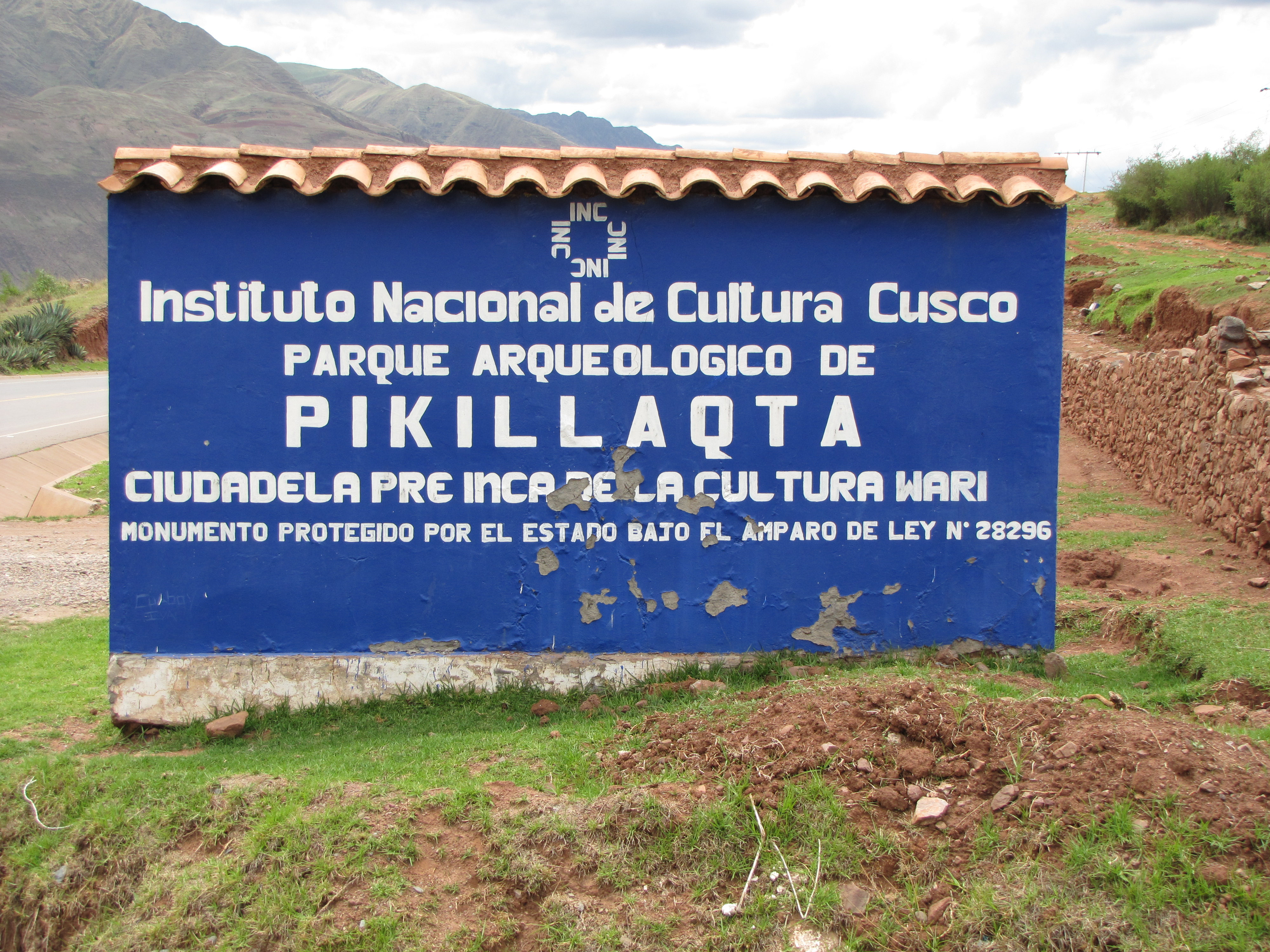
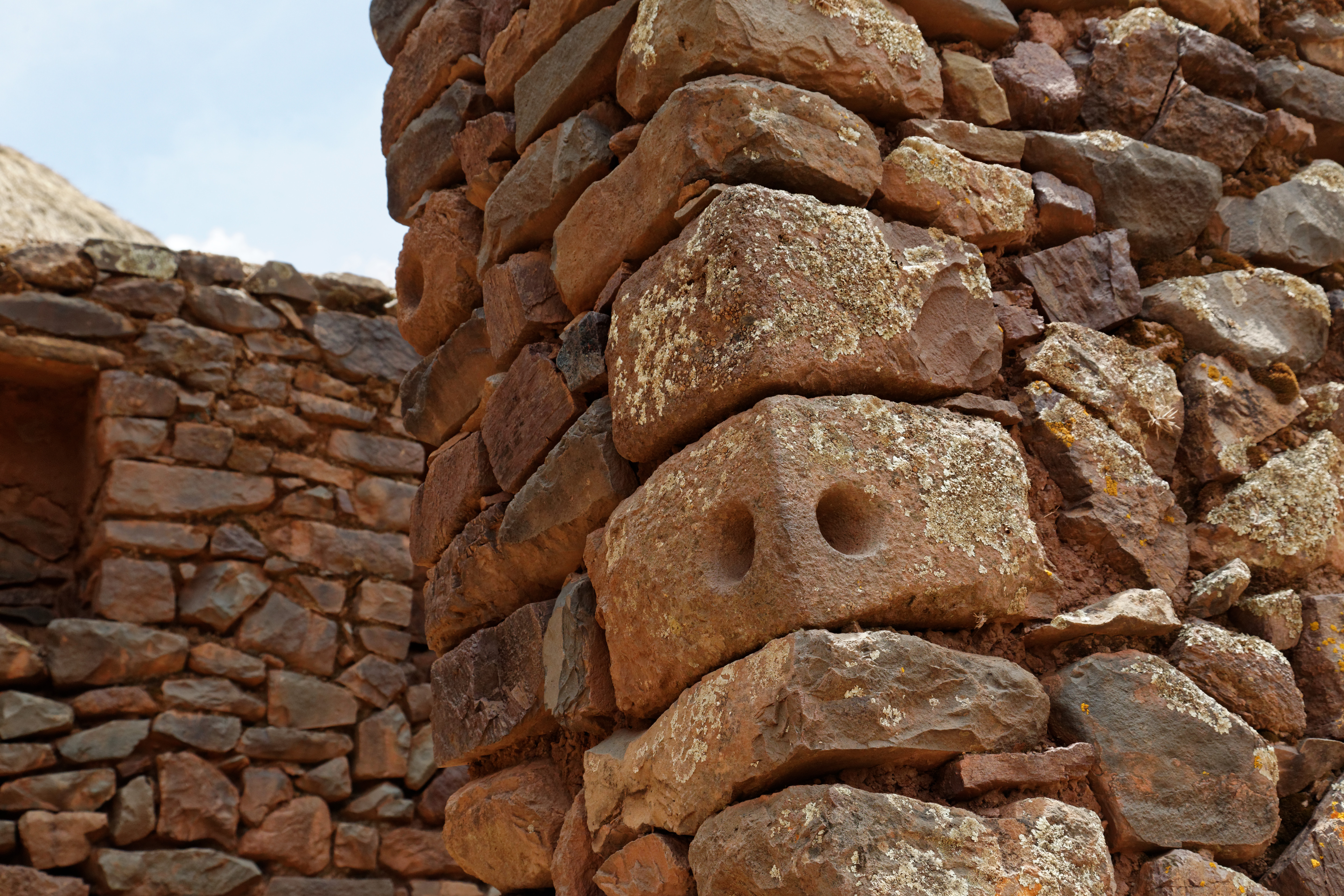

## Les artéfacts de Pikillacta

### Sculpture, métallurgie et céramique
Sculptures : Deux ensembles différents de 40 figurines votives en turquoise - de tailles comprises entre 18 et 52 mm - ont été trouvés dans des tombes, ce qui pourrait indiquer une spécialisation des artisans de la cité. Alors qu'aucune pierre bleu-vert n'a été trouvée dans la région, il pourrait s'agir d'échanges avec d'autres régions, et selon Anita Cook, Pikillacta aurait pu être le centre d'un grand réseau commercial de pierres sculptées. Ces petites sculptures sont les seules trouvées à ce jour de la période dite « Horizon moyen ».
Céramiques : La poterie de Pikillacta était également fabriquée dans la région et commercialisée, les deux styles principaux étant "Okros" et "Wamanga". 
Métallurgie : De nombreux artéfacts en bronze ont été trouvés sur le site, notamment d'une qualité spécifique aux Nord des Andes dite « bronze arsénié ».
Comme beaucoup de gens venaient à Pikillacta pour les cérémonies, de nombreux articles de la production locale étaient probablement échangés à cette occasion.

### Sépultures
Quelques sépultures ont été découvertes lors de fouilles à Pikillacta;  Deux tombes murales, un couple dans une fosse et un bâtiment dont une pièce contenaient des restes de squelettes. Dans les salles avec des niches, 10 crânes ont été trouvés, 7 autres étaient enfouis dans un sol rouge tandis que trois ont été trouvés dans un sol gris et n’avaient pas été découverts par les pillards. Une pointe de bronze était le seul autre objet trouvé dans cette fosse. 
Dans une autre fosse, des fragments d'os ont été trouvés avec des taches vertes indiquant qu'ils avaient été enterrés avec des objets en cuivre disparus et quelques artéfacts de coquille. 
Un homme et une femme avaient été placés en position assise dans l'une des 2 tombes murales, avec de petites perles de pierre de couleur turquoise Dans la deuxième tombe murale un corps, à l'origine également assis, était tombé à un moment donné.
Quatre squelettes presque complets et dix autres crânes ont été trouvés sur le site. Il s'agissait d'adultes. L'homme était âgé de 35 à 45 ans, avait une fracture guérie d'un coup au visage, une déformation du crâne et une maladie des gencives. La femme était âgée de  35 à 50 ans, avait un aplatissement frontal dans le crâne et avait plus de caries et d'usure dentaire que le mâle de cette tombe. 
Dans d'autres sépultures, il avait une femme âgée de  17 à 20 ans et le squelette partiel d'un jeune homme âgé de  16 à 18 ans. Sur les 10 crânes trouvés, McEwan en a étudié 3. L'un avait une déformation crânienne et un autre avait trois trépanations guéries. Les recherches n'ont pas permis de découvrir plus d'informations à leur sujet, notamment sur les causes de leur décès.
Le pillage ayant été très actif à Pikillacta, c'est pourquoi de nombreux artefacts ont disparu ou sont manquants dans les tombes. Les bâtiments montrent tous des signes de pillage et tous les objets de quelque valeur ont disparu à jamais.